# 대평초등학교 (경기)
대평초등학교는 대한민국 경기도 수원시 장안구에 위치한 초등학교이다.

## 학교 연혁
- 1999.01.15 대평초등학교 설립인가 (경기도 조례 2880호)
- 1999.03.01 13학급 편성 및 초대 교장 류광길 발령 부임
- 1999.11.01 입교식
- 1999.11.01 초대 최대석 교장선생님 부임
- 2000.02.16 제1회 졸업식 (졸업생 수 19명)
- 2001.06.05 개교기념식
- 2010.08.31 자율장학 활성화 표창(수원교육지원청)
- 2010.12.30 학생인권조례 조기정착우수교(경기도교육감)
- 2011.03.31 창의적인 학교교육과정 설계 공모 우수교 선정(수원교육지원청)
- 2011.09.22 2011 재난대응안전한국훈련 시장상 표창
- 2011.10.20~21 제2회 대평가족독서의 밤
- 2011.11.08 제2회 노부영 콘서트
- 2012.02.10 제13회 졸업식(졸업생 195명, 총 2264명)
- 2012.03.01 제5대 이건호 교장선생님 부임
- 2012.03.01 27학급 편성(유치원 1학급, 특수학급 1학급 포함)
- 2012.03.26 아동안전학교 지정
- 2012.12.14 보건교육 우수교 표창(경기도교육감)
- 2012.12.31 학력향상 목표관리제 표창(경기도교육감)
- 2012.12.31 수원화성교육 표창(수원교육지원청)
- 2013.01.16 학력향상 우수교 표창(수원교육지원청)
- 2013.02.15 제14회 졸업식(졸업생 181명)
- 2013.06.01 전국티볼대회준우승, 큰그림 전시(임진각)
- 2013.07.31 2013 세계에서 가장 큰그림 유공학교(경기도교육감)
- 2013.09.25 학교스포츠클럽 티볼 단체전 3위(수원교육지원청)
- 2013.12.30 2013 경기학생 문화예술 어울림 한마당 표창(경기도 교육감)
- 2013.12.31 수원화성교육 우수교 표창(수원교육지원청)
- 2014.01.20 학부모교육 우수교 표창(경기도 교육감)
- 2014.02.15 제15회 졸업식(졸업생 154명)
- 2014.08.08 학교스포츠클럽대회 티볼 단체전 3위(수원교육지원청)
- 2014.12.26 성인권교육 우수교 표창(깅기도교육감)
- 2014.12.31 수원화성 가치계승 교육활동 우수교 표창(수원교육지원청)
- 2015.02.13 제16회 졸업식(졸업생 148명)

## 참고 자료
- 대평초등학교 - 한국교육학술정보원 학교알리미